# Polyandrocarpa lapidosa
Polyandrocarpa lapidosa är en sjöpungsart som först beskrevs av William Abbott Herdman 1891.  Polyandrocarpa lapidosa ingår i släktet Polyandrocarpa och familjen Styelidae. Inga underarter finns listade i Catalogue of Life.